# Chant royal

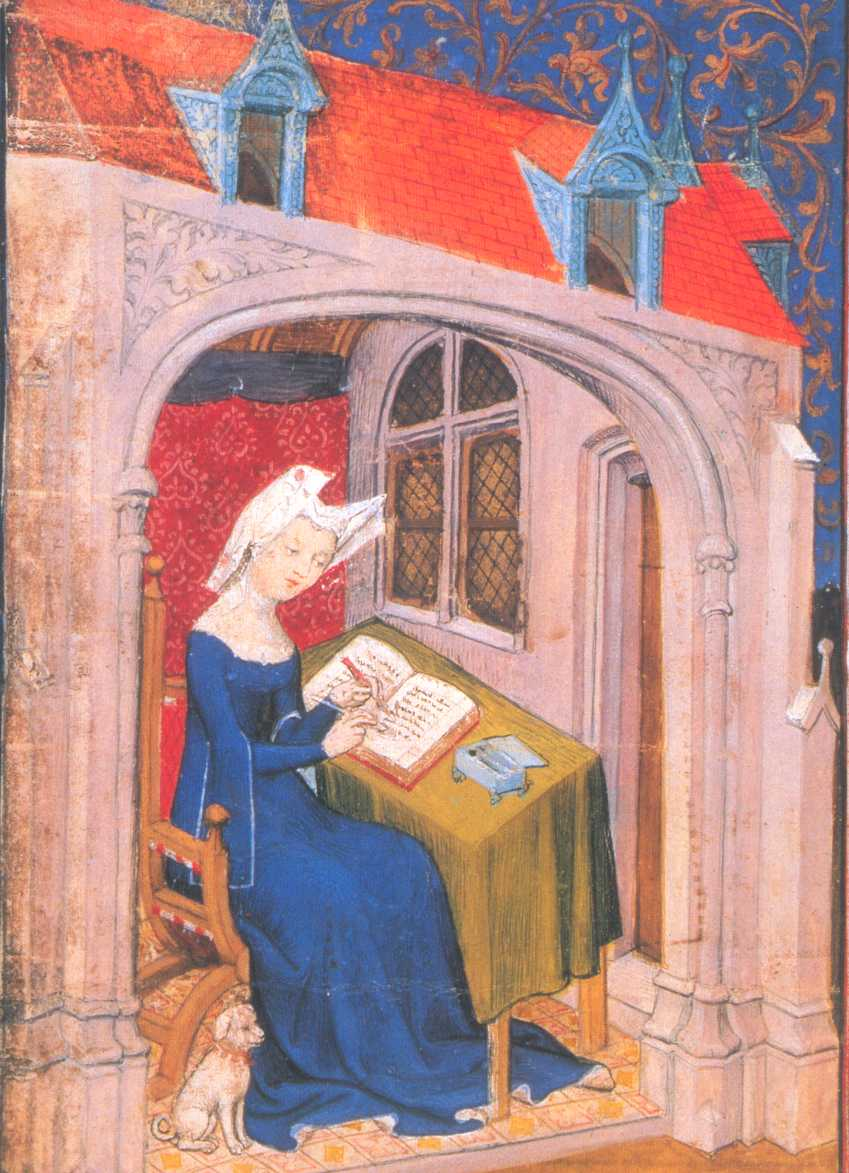
Christine de Pisan, poétesse ayant composé des chants royaux.

Le chant royal est une ancienne pièce de poésie française inventée au XIVe siècle et cultivée avec ferveur jusqu’au XVIe siècle. Cette forme littéraire a été rejetée au même titre que le lai, la ballade et le rondeau par les poètes de la Pléiade, au profit des odes et des sonnets. Cependant, le chant royal survécut jusqu'à la Révolution dans les concours de poésie (ou puy de palinods) organisés par des sociétés littéraires appelées des puys, notamment ceux d'Amiens, Rouen, Caen, Toulouse. Le chant royal fut décrit par Théodore de Banville dans son Petit traité de poésie française, ce qui provoqua un certain engouement pour la forme dans la deuxième moitié du XIXe siècle.

## Description

### Sens et origine
Le chant royal tient son nom de ses premiers thèmes : il était à ses débuts utilisé pour la louange des membres de la famille royale ou de héros légendaires. Il fut également souvent employé pour louer la Vierge Marie dans les concours de palinods tels que ceux de Rouen, Caen, Dieppe : ceci explique le refrain en vers féminin, en son honneur. La composition d'un chant royal se présente sous forme d'une grande allégorie dont l'explication est donnée dans l'envoi.
D'autres thèmes furent ensuite traités dans cette forme : au XIVe siècle Eustache Deschamps dépeint, dans sa Chanson Royale, des animaux se plaignant d’être tondus de trop près par un barbier (représentant les percepteurs royaux). Réduits à la misère, les animaux errent en répétant ce refrain : « Pour ce vous pri, gardez-vous des barbiers. »

### Forme
Il s’agit d’un poème à forme fixe, proche de la ballade mais d’une longueur plus importante :
- le vers utilisé est le décasyllabe (césure entre les quatrième et cinquième syllabes) ;
- il commence par cinq strophes de onze vers suivant le schéma de rimes A-B-A-B-C-C-D-D-E-D-E (selon Théodore de Banville, au XIXe siècle) ;
- le onzième vers fait office de refrain, il est repris à la fin de chacune des cinq strophes ;
- le refrain doit avoir une rime féminine (en l'honneur de la Vierge Marie) ;
- il se clôt par un sixième couplet, un quintil suivant le schéma de rimes D-D-E-D-E ; il peut parfois s’agir d'un septain suivant le schéma C-C-D-D-E-D-E ;
- ce sixième couplet, dénommé envoi, commence par une interpellation à la personne à laquelle est dédié le poème : Prince, le plus souvent, le Prince du puy étant le gagnant du puy de l'année précédente présidant le puy en cours ;
- le refrain des strophes est également repris en dernier vers de l'envoi ;
- si l'alternance des rimes féminines et masculines doit être respectée à l'intérieur de chaque strophe, elle ne peut l'être aux changements de strophes.

## Exemples

### Chant royal de la plus belle qui jamais fut au monde deCatherine d'Amboise
Anges, Trônes et Dominations,

Principaultés, Archanges, Chérubins,

Inclinez-vous aux basses régions

Avec Vertus, Potestés, Seraphins,

Transvolitez des haults cieux cristalins

Pour decorer la triumphante entrée

Et la très digne naissance adorée,

Le saint concept par mysteres tres haults

De celle Vierge, ou toute grace abonde,

Decretee par dits imperiaulx

La plus belle qui jamais fut au monde.

Faites sermons et predications,

Carmes devots, Cordeliers, Augustins ;

Du saint concept portez relations,

Caldeyens, Hebrieux et Latins ;

Roumains, chantez sur les monts palatins

Que Jouachim Saincte Anne a rencontree,

Et que par eulx nous est administree

Ceste Vierge sans amours conjugaulx

Que Dieu crea de plaisance feconde,

Sans poinct sentir vices originaulx,

La plus belle qui jamais fut au monde.

Ses honnestes belles receptions

D'ame et de corps aux beaux lieux intestins

Ont transcendé toutes conceptions

Personnelles, par mysteres divins.

Car pour nourrir Jhésus de ses doulx seins

Dieu l'a toujours sans maculle monstree,

La desclarant par droit et loi oultree :

Toute belle pour le tout beau des beaux,

Toute clère, necte, pudique et monde,

Toute pure par dessus tous vesseaulx,

La plus belle qui jamais fut au monde.

Muses, venez en jubilations

Et transmigrez vos ruisseaulx cristalins,

Viens, Aurora, par lucidations,

En precursant les beaux jours matutins ;

Viens, Orpheus, sonner harpe et clarins,

Viens, Amphion, de la belle contree,

Viens, Musique, plaisamment acoustrée,

Viens, Royne Hester, parée de joyaulx,

Venez, Judith, Rachel et Florimonde,

Accompagnez par honneurs spéciaulx

La plus belle qui jamais fut au monde.

Tres doulx zephirs, par sibilations

Semez partout roses et roumarins,

Nimphes, lessez vos inundations,

Lieux stigieulx et carybdes marins ;

Sonnez des cors, violes, tabourins ;

Que ma maistresse, la Vierge honnoree

Soit de chacun en tous lieux decoree

Viens, Apolo, jouer des chalumeaux,

Sonne, Panna, si hault que tout redonde,

Collaudez tous en termes generaulx

La plus belle qui jamais fut au monde.

Esprits devotz, fidelles et loyaulx,

En paradis beaux manoirs et chasteaux,

Au plaisir Dieu, la Vierge pour nous fonde

Ou la verrez en ses palais royaulx,

La plus belle qui jamais fut au monde.

### Chant royal de l'arbre de vie deGuillaume Crétin
Le maistre ouvrier en vraye agriculture

Planta jadis au terrestre verger

Arbres plusieurs, de fruict et floriture

Belles a veoir et doulces a manger ;

Dont ordonna une fructueuse ente

De ses clozier et cloziere estre exempte

Du fruict cueillir ; mais le serpent hideux

Si fort souffla qu'en mangerent tous deux,

Soulz fainct blazon de parole fardee ;

Pour ce fut veue a l'occasion d'eux

L'arbre de vie en tout temps bien gardee.

L'arbre touchee avoit telle nature

Que la science aprenoit de leger

Du bien et mal, et par coup d'avanture

Faisoit la vie au mangeant abreger ;

Mais se l'homme eust en pensee innocente

Gardé justice originelle absente,

Au mesme instant qu'en desir convoiteux

Gousta le fruict deffendu, fort piteux,

N'eust sa fortune en tel point hazardee ;

Car il avoit pour repas non doubteux

L'Arbre de Vie en tout temps bien gardee.

Moult différente est l'arbre en nourriture

A celle ayant goust de mortel danger,

Elle preserve ung corps de pourriture,

Et vivifie en tout sans rien changer ;

Elle a vertu si grande et excellente,

Que ne l'actaint froidure violente

Grésil, frimas, gresle, vent despiteux,

Divers oraige estrange et hazardeux

N'ont la beauté de son tainct blasfardee ;

Mais fut et est pour humains souffreteux

L'Arbre de Vie en tout temps bien gardee.

Le cherubin du verger ayant cure

Garde tousjours celle arbre endommager ;

Glayve trenchant et ardente closture

Font de ce lieu tous perilz estranger.

Or entendons, Eve est l'arbre dolente,

Marie aussi celle très redolente* ;

L'une a porté germe deffectueux,

Et l'autre si très digne et vertueux

Que par luy fut paix au monde accordee ;

Dont bien se nomme, a tiltre sumptueux,

L'Arbre de Vie en tout temps bien gardee.

Le Createur voulant sa creature

Du fyer dragon plutonique venger,

L'arbre a gardee entiere sans fracture,

Et mal n'y sceut loy commune exiger ;

Corruption d'originelle sente

Onc n'encourut, et fault que d'elle on sente

Racyne, tyge et branches vers les cieux

Estre exaltez, sans ce qu'aer vicieux

Ayt la vertu de sa fleur retardee ;

Veu qu'a produit fruict sur tous précieux,

L'Arbre de Vie en tout temps bien gardee.

Prince du puy, ne soions soucieux,

Fors d'humble bouche et cueur devocieux

Tenir la Vierge, en concept regardee,

Estre en despit des faulx seditieux

L'Arbre de Vie en tous temps bien gardee.

### Chant royal chrestien deClément Marot
Qui ayme Dieu, son règne et son empire,

Rien désirer ne doibt qu’à son honneur

Et toutesfois l’homme tousiours aspire

A son bien propre, à son aise, et bon heur,

Sans adviser si point contemne ou blesse

En ses désirs la divine noblesse.

La plus grand’part appete grand avoir :

La moindre part souhaite grand sçavoir ;

L’autre désire être exempte de blasme,

Et l’autre quiert (voulant mieulx se pourvoir)

Santé au corps et Paradis à l’âme.

Ces deux souhaitz contraires on peult le dire

Comme la blanche et la noire couleur ;

Car Jesuchrist ne promet par son dire

Ça bas aux siens qu’nnui, peine et douleur.

Et d’autre part (respondez moy) qui est-ce

Qui sans mourir aux Cieulx aura liesse ?

Nul pour certain. Or faut-il concevoir

Que mort ne peult si bien nous decevoir

Que de douleur nous sentions quelque dragme

Par ainsi semble impossible d’avoir

Santé au corps et Paradis à l’âme.

Doulce santé mainte amertume attire,

Et peine au corps est à l’âme doulceur.

Les bienheureux qui ont souffert le martyre

De ce nous font tesmoignage tout seur.

Et si l'homme est quelque temps sans destresse,

Sa propre cher sera de luy maistresse,

Et destruira son Ame (à dire voir)

Si quelque ennuy ne vient ramentevoir

Le povre humain d'invoquer Dieu, qui l'ame,

En luy disant : Homme, penses-tu veoir

Santé au corps et Paradis à l’âme.

0 doncques, Homme en qui santé empire,

Croy que ton mal d'un plus grand est vainqueur ;

Si tu sentois de tous les maux le pire,

Tu sentirois Enfer dedans ton cueur.

Mais Dieu tout bon sentir (sans plus) te laisse

Tes petis maulx, sachant ta foiblesse

Ne pouvant pas ton grand mal percevoir

Et que aussi tost que de l’apercevoir

Tu périroys comme paille en flamme,

Sans nul espoir de jamais recevoir

Santé au corps et Paradis à l’âme.

Certes plutost un bon père desire

Son filz blessé que meurdrier, ou jureur :

Mesmes de verge il le blesse, et descire,

Affin qu'il n'entre en si lourde fureur.

Aussi quand Dieu, père céleste, oppresse

Ses chers enfans, sa grand’bonté expresse

Faict lors sur eulx eau de grâce pleuvoir;

Car telle peine à leur bien veult prévoir

A ce qu'enfer en fin ne les enflamme,

Leur réservant (oultre l'humain devoir)

Santé au corps et Paradis à l'âme.

Prince Royal, quand Dieu par son povoir

Fera les Cieulx et la Terre mouvoir,

Et que les corps sortiront de la lame,

Nous aurons lors ce bien, c'est à sçavoir,

Santé au corps et Paradis à l'âme.

## Poètes ayant écrit des chants royaux

### Moyen Âge et Renaissance
- Eustache Deschamps au XIVe siècle
- Guillaume de Machaut au XIVe siècle
- Charles d’Orléans au XVe siècle
- Christine de Pisan au XIVe siècle

### Époque moderne et contemporaine
- Théodore de Banville au XIXe siècle
- Yanette Delétang-Tardif[2] au XXe siècle
- Maurice Rollinat au XIXe siècle

### Sources
- Gustave Vapereau, Dictionnaire universel des littératures, Paris, Hachette, 1876, p. 427.
- Jacques Roubaud, La ballade et le chant royal, Paris, Les Belles Lettres, 1998.